# 魏微
魏微（1970年—），本名魏麗麗，生於江蘇省沭阳县，中國當代女作家。廣東省作家協會會員。曾獲莊重文文學獎、人民文學獎、中国作家大红鹰文学奖、第三屆魯迅文學獎全国优秀短篇小说奖、華語文學傳媒大獎2010年度小說家獎等獎項。

## 主要作品
- 《情感一种》
- 《你不留下陪我吗》
- 《到远方去》
- 《既暧昧又温存》
- 《流年》
- 《越来越遥远》
- 《拐弯的夏天》
- 《成長1984》
- 《家道》
- 《十月五日之風雨大作》
- 《姐姐》
- 《在明孝陵乘涼》
- 《1988年的背景音樂》
- 《薛家巷》
- 《坐公交車的人》